# Vajda József (püspök)
Vajda József (Újpest, 1912. augusztus 28. – Esztergom, 1978. július 8.) magyar római katolikus pap, váci segédpüspök.

## Pályafutása
Az esztergomi bencés gimnáziumban érettségizett. Teológiai tanulmányait Rómában, a Gregoriana Pápai Egyetemen végezte, a Collegium Germanicum et Hungaricum növendékeként. Itt szentelték pappá 1936. október 29-én, és itt is doktorált. 1938-tól budapesti hitoktató, 1941-től Esztergomban prefektus és filozófiatanár, 1946-tól a szeminárium gondnoka is. 1955–1965 között Zebegényben plébánoshelyettes. 1965-től szemináriumi rektor, 1966. július 22–1972. július 18. között, lemondásáig protonotárius kanonok.

### Püspöki pályafutása
1969. január 10-én cartennae–i címzetes püspökké és váci segédpüspökké nevezték ki. Február 12-én szentelte püspökké Ijjas József kalocsai érsek, Szabó Imre esztergomi segédpüspök és Bánk József váci püspök segédletével.

## Művei
- Quotuplex sit subiectum immediatum infallibilitatis. Budapest, 1941
- Keresztény tanítás. Budapest, 1969
- Megszentelt élet. Budapest, 1979[3]